# 歐洲最古老城鎮網絡
歐洲最古老城鎮網絡（英語：Most Ancient European Towns Network），是歐洲最古老城鎮的工作小組，於1994年成立，構思由希臘小鎮阿尔戈斯向歐盟提出，主要討論考古研究、旅遊業以及將古蹟納入城市規劃等問題。

## 成員
成員包括以下城市。小組主席在成員之間輪換：
- 阿尔戈斯（希臘）[1]
- 贝济耶（法國）[1]
- 加的斯（西班牙）[1]
- 科尔切斯特（英國）[1]
- 科克（愛爾蘭）[1]
- 埃武拉（葡萄牙）[1]
- 马斯特里赫特（荷蘭）[1]
- 罗斯基勒（丹麥）[1]
- 通厄伦（比利時）[1]
- 沃尔姆斯（德國）[1][2]

## 外部連結
- Worms website （页面存档备份，存于） （德文）
- Council of Europe
- Archive of the MAETN's website